# Groszak

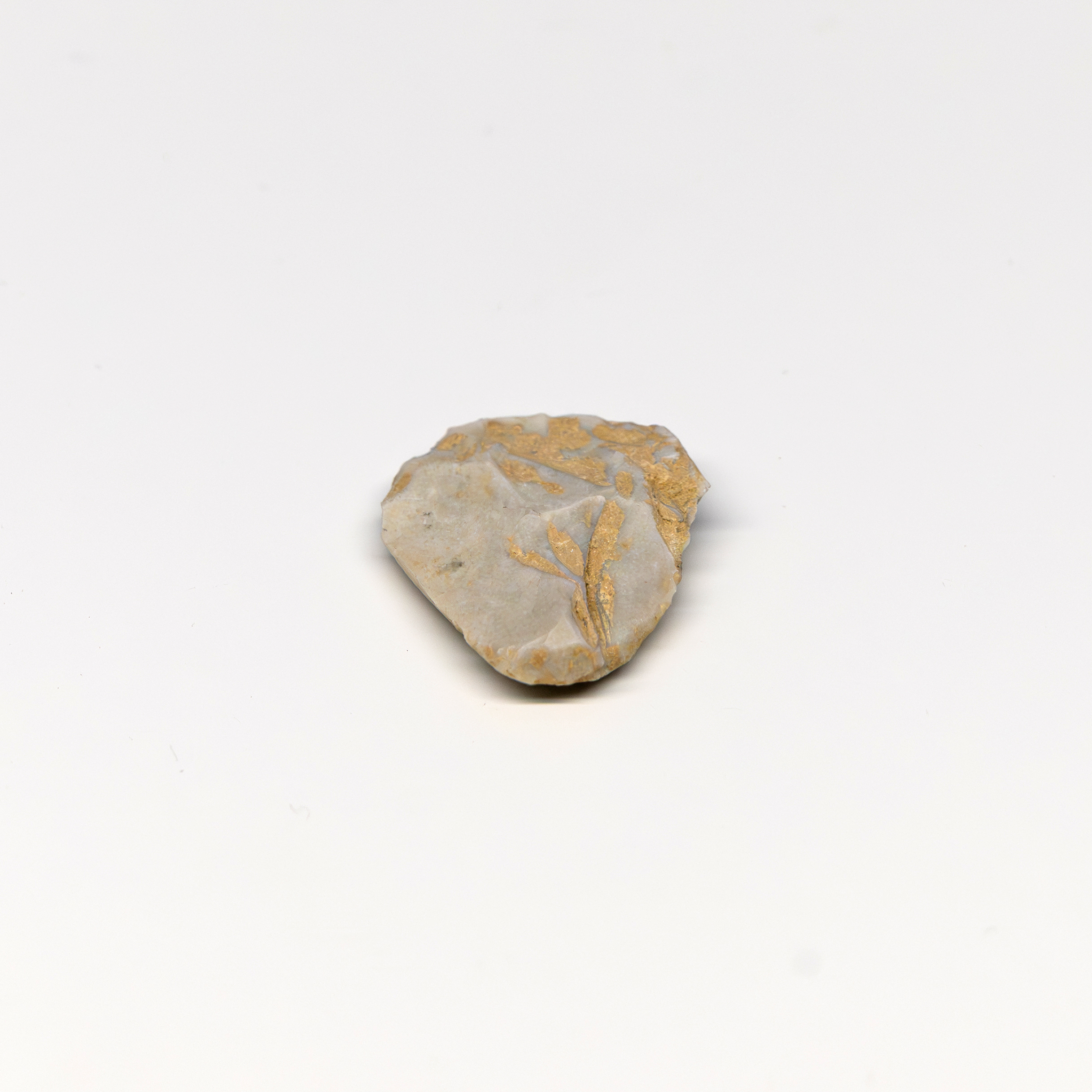
Groszak aus Jurahornstein

Ein Groszak ([ɡrɔʃak]), (von polnisch groszak (Groschen), Plural: Groszaki) ist ein kleines, flaches, annähernd rundes Steinwerkzeug, das im ausgehenden Mittelpaläolithikum als Schaber bzw. Kratzer eingesetzt wurde. Die Erstbestimmung erfolgte 1939 durch den polnischen Archäologen Stefan Krukowski (1890–1982) nach Funden in Höhlen des Krakau-Tschenstochauer Jura.
Groszaki variieren in der Größe etwa zwischen 1- und 2-Euro-Münzen und haben eine meist am gesamten Umfang angelegte, retuschierte Arbeitskante. Sie werden dem Typenspektrum der Keilmessergruppen (Micoquien) zugerechnet,  sind also eine für den späten Neandertaler typische Werkzeugform, die vor allem in ost-, aber auch mitteleuropäischen Fundstellen nachgewiesen ist. Besonders zahlreich sind sie im Inventar der Heidenschmiede, weshalb Gerhard Bosinski sie als „umlaufend perlretuschierte Abschläge des Typs Heidenschmiede“ bezeichnete. Weitere Exemplare entstammen z. B. dem G-Schichten-Komplex der Sesselfelsgrotte in Bayern sowie der Kulna-Höhle in Tschechien.